# Hydroporus glasunovi
Hydroporus glasunovi är en skalbaggsart som beskrevs av Zaitzev 1905. Hydroporus glasunovi ingår i släktet Hydroporus och familjen dykare. Inga underarter finns listade i Catalogue of Life.